# Carla Gravina
Carla Gravina (Gemona del Friuli, 5 agosto 1941) è un'attrice e politica italiana.

## Biografia

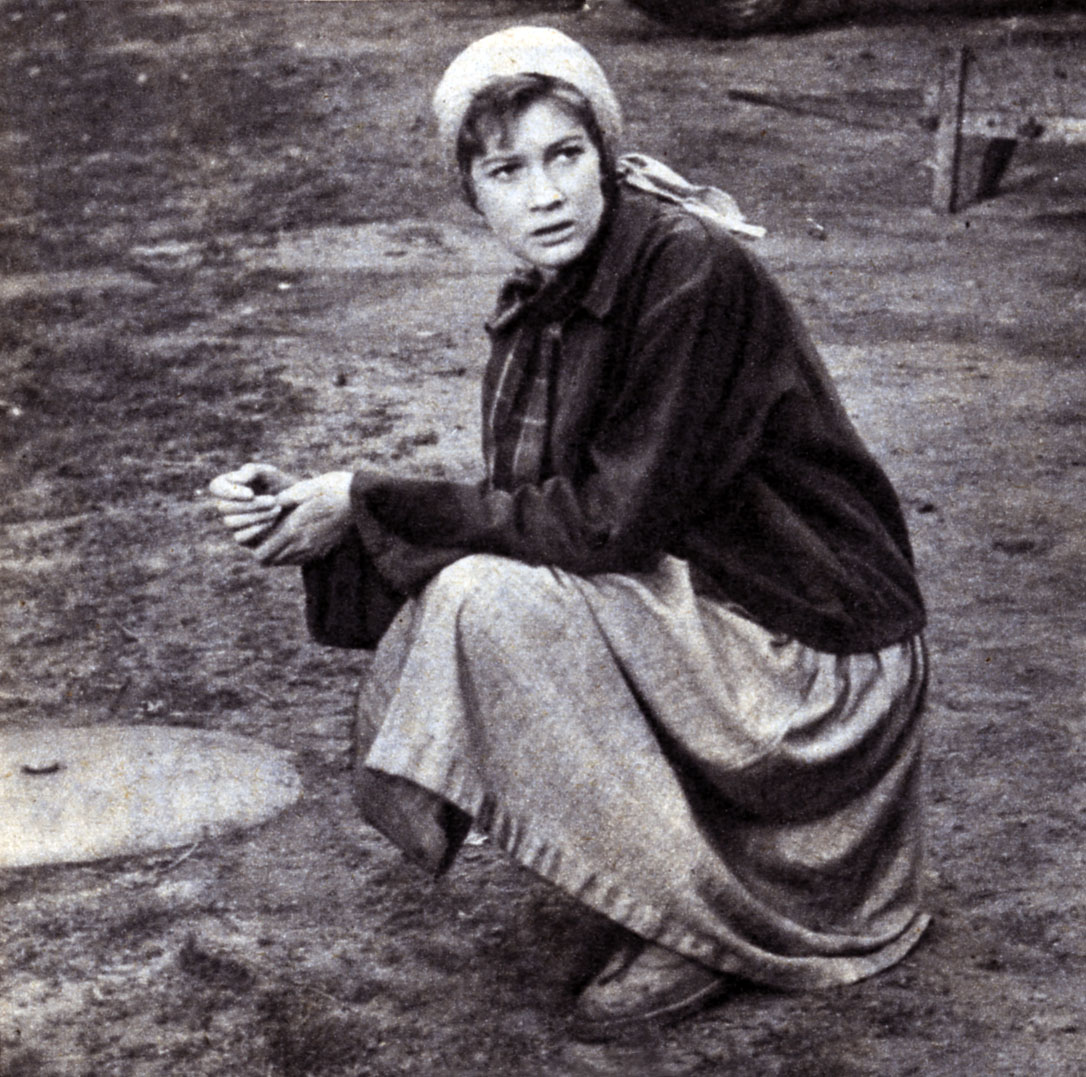
Carla Gravina in Esterina (1959)

Figlia di un colonnello dell'esercito originario di Montagano, in Molise, esordisce al cinema quindicenne in Guendalina di Alberto Lattuada (1957) e da allora inizia una lunga carriera che la porterà a diventare una delle maggiori interpreti del cinema e del teatro italiano. Ancora poco più che adolescente, nel 1958, figura fra gli interpreti di Padri e figli, sceneggiato televisivo diretto da Guglielmo Morandi, e nel film culto I soliti ignoti di Mario Monicelli. Nel 1959 è valletta nel programma televisivo Il Musichiere, condotto da Mario Riva, facendo coppia con Patrizia Della Rovere.
A partire dagli anni sessanta inizia a lavorare in teatro. Debutta nel 1960 interpretando Giulietta a Verona nell'ambito del Festival Shakespeariano, insieme a Gian Maria Volonté, che diviene suo compagno di vita per molti anni, e con cui condivide anche un forte impegno politico. Dopo anni di impegno teatrale, nel 1967 torna al cinema con ruoli più maturi, interpretando I sette fratelli Cervi di Gianni Puccini e, l'anno successivo, Banditi a Milano di Carlo Lizzani accanto a Volonté. Di tutt'altro genere il ruolo dell'indemoniata Ippolita Oderisi nel film L'anticristo (1974), di Alberto De Martino.
Dal 1967 al 1974 la Gravina è protagonista degli spot pubblicitari diretti da Mario Fattori della gomma da masticare Brooklyn, girati a New York, terminanti con l'immagine del ponte di Brooklyn che venivano trasmessi nel programma televisivo Carosello. Nel 1974 il contratto però viene stracciato dal committente, Egidio Perfetti, quando scopre che la Gravina è apparsa nuda in un film. Nel 1971 è protagonista, con Jean-Louis Trintignant e Dominique Sanda, del film di Philippe Labro Senza movente, thriller a sfondo psicologico ambientato a Nizza. Oltre al teatro e al cinema, partecipa anche a diversi sceneggiati televisivi, tra i quali Madame Bovary (1978) e il famosissimo Il segno del comando del 1971. Nel 1980-81 è coprotagonista, con Gian Maria Volonté, della commedia di Arthur Schnitzler, Girotondo, per la regia dello stesso Volonté.

Carla Gravina nello sceneggiato televisivo Il segno del comando (1971)

Convinta ormai che sia il cinema che la televisione non abbiano più bisogno di attrici della sua età e del suo calibro, a partire dagli anni ottanta li abbandona progressivamente, per dedicarsi principalmente al teatro, dove è diretta dai massimi registi italiani, tra cui Giorgio Strehler, Luca Ronconi e Giancarlo Cobelli. Tra le interpretazioni più significative spicca quella di Mirandolina ne La locandiera di Carlo Goldoni. Conclude la carriera cinematografica nel 1993, con il film Il lungo silenzio, di Margarethe von Trotta e nello stesso anno fa parte della giuria internazionale, presieduta da Peter Weir, della 5ª Mostra del Cinema di Venezia. Nel novembre 1998 fa parte, assieme ai registi Giuliano Montaldo, Mario Brenta, Ennio Marzocchini e a Massimo Ghini della giuria della XIII edizione di France Cinema a Firenze.
Abbandonato anche il teatro, si allontana dalle scene, ritirandosi a vita privata alla fine del secolo. Nel dicembre 2012, dopo anni di silenzio, concede un'intervista, nella quale l'ex attrice parla delle scelte che l'hanno indotta a maturare la decisione di abbandonare le scene.

## Vita privata
Carla Gravina ha avuto una lunga relazione con l'attore Gian Maria Volonté, dalla quale, nel 1961, è nata la figlia Giovanna Gravina, che fu registrata con il cognome della madre, dal momento che Volonté, all'epoca, era sposato con Tiziana Mischi e, per legge, non poteva riconoscere la paternità sulla figlia. All'epoca, la vicenda suscitò scandalo e costò all'attrice la perdita di una serie di contratti.
Nel 2024 Diana Gravina ha pubblicato il volume La vita artistica di Carla Gravina.

## Politica
Candidata per il PCI alle elezioni politiche del 4 giugno 1979, risulta prima dei non eletti nel collegio di Milano-Pavia. Come tale, subentrò a Luigi Longo, alla morte di quest'ultimo, sedendo tra i banchi della Camera dei deputati dal 23 ottobre 1980 all'11 luglio 1983.

## Filmografia (parziale)

### Cinema
- Guendalina, regia di Alberto Lattuada (1957)
- Amore e chiacchiere, regia di Alessandro Blasetti (1958)
- Anche l'inferno trema, regia di Piero Regnoli (1958)
- I soliti ignoti, regia di Mario Monicelli (1958)
- Primo amore, regia di Mario Camerini (1959)
- Policarpo, ufficiale di scrittura, regia di Mario Soldati (1959)
- Esterina, regia di Carlo Lizzani (1959)
- Tutti a casa, regia di Luigi Comencini (1960)
- Jovanka e le altre, regia di Martin Ritt (1960)
- Scano Boa, regia di Renato Dall'Ara (1961)
- Un giorno da leoni, regia di Nanni Loy (1961)
- Quién sabe?, regia di Damiano Damiani (1966)
- I sette fratelli Cervi, regia di Gianni Puccini (1968)
- Banditi a Milano, regia di Carlo Lizzani (1968)
- Sierra Maestra, regia di Ansano Giannarelli (1969)
- La donna invisibile, regia di Paolo Spinola (1969)
- Cuore di mamma, regia di Salvatore Samperi (1969)
- La monaca di Monza, regia di Eriprando Visconti (1969)
- Senza movente (Sans mobile apparent), regia di Philippe Labro (1971)
- Alfredo Alfredo, regia di Pietro Germi (1972)
- Il tema di Marco, regia di Massimo Antonelli (1972)
- Il caso Pisciotta, regia di Eriprando Visconti (1972)
- L'erede (L'Héritier), regia di Philippe Labro (1973)
- Tony Arzenta - Big Guns, regia di Duccio Tessari (1973)
- L'idolo della città (Salut l'artiste), regia di Yves Robert (1973)
- L'anticristo, regia di Alberto De Martino (1974)
- Il gioco della verità, regia di Michele Massa (1974)
- Tutta una vita (Toute une vie), regia di Claude Lelouch (1974)
- Il figlio del gangster (Comme un boomerang), regia di José Giovanni (1976)
- La terrazza, regia di Ettore Scola (1980)
- Mon ami Washington, regia di Helvio Soto (1984)
- I giorni del commissario Ambrosio, regia di Sergio Corbucci (1988)
- Il lungo silenzio, regia di Margarethe von Trotta (1993)

### Televisione
- Padri e figli, regia di Guglielmo Morandi – miniserie TV (1958)
- Dalila, regia di Giuliana Berlinguer – sceneggiato televisivo, trasmesso il 9 novembre 1965 sul Programma Nazionale
- Scaramouche, regia di Daniele D'Anza – miniserie TV (1965)
- Il giocatore, regia di Edmo Fenoglio – miniserie TV (1965)
- Caravaggio, regia di Silverio Blasi – miniserie TV (1967)
- Tenente Sheridan: Soltanto una voce, regia di Leonardo Cortese – serie TV (1967)
- Nero Wolfe: Veleno in sartoria, regia di Giuliana Berlinguer – serie TV (1969)
- I fratelli Karamazov, regia di Sandro Bolchi – miniserie TV (1969)
- Il segno del comando, regia di Daniele D'Anza – miniserie TV (1971)
- Madame Bovary, regia di Daniele D'Anza – miniserie TV (1978)
- Quasi davvero, regia di Marcello Aliprandi – film TV (1978)
- Maternale, regia di Giovanna Gagliardo – film TV (1978)
- Nella vita di Sylvia Plath di Alessandro Cane – film TV (1979)
- Orient-Express , regia di Daniele D'Anza – miniserie TV (1979)
- La locandiera, regia di Giancarlo Cobelli – film TV (1986)
- Il commissario Corso, regia di Alberto Sironi – serie TV, episodio "La via lattea" (1991)
- Le Roi de Patagonie, regia Georges Campana e Stéphane Kurc – film TV (1990)
- Come quando fuori piove, regia di Bruno Gaburro – film TV (1998)

## Teatro (parziale)
- Romeo e Giulietta, di William Shakespeare, con Carla Gravina, Gian Maria Volonté, regia di Franco Enriquez, Arena di Verona, 1960
- La putta onorata e La buona moglie, di Carlo Goldoni,  con Corrado Pani, Gian Maria Volonté, Carla Gravina, Ilaria Occhini, regia di Luca Ronconi, prima al Teatro Verdi di Pisa, 1963
- Teatro Scelta, compagnia teatrale militante creata da Gian Maria Volonté, Carla Gravina, Claudio Meldolesi, Carlo Cecchi,  per rappresentare Il Vicario di Rolf Hochhuth, per la regia di Gian Maria Volonté,  spettacolo vietato dalla polizia, gennaio 1963,
- Le baruffe chiozzotte, di Carlo Goldoni, con Giulio Brogi, Carla Gravina, Anna Maestri, Gianfranco Mauri, Corrado Pani, Ottavia Piccolo, Tino Scotti, Mario Valdemarin, Lina Volonghi, regia di Giorgio Strehler, prima al Teatro Lirico di Milano il 29 novembre 1964.
- Joe Egg, di Peter Nichols, con Carla Gravina, Alberto Lionello, regia di Mario Missiroli, 1969
- La locandiera, commedia di Carlo Goldoni, con Carla Gravina, Pino Micol, Massimo Belli, regia di Giancarlo Cobelli, prima al Teatro Goldoni di Venezia per la sua inaugurazione, 1979
- Sei personaggi in cerca d'autore, di Luigi Pirandello, con Turi Ferro, Carla Gravina, regia di Giancarlo Cobelli, Teatro Eliseo, 1980
- Girotondo, di Arthur Schnitzler, con Gian Maria Volonté, Carla Gravina, scene di Mario Ceroli, regia di Gian Maria Volonté, Teatro Eliseo, Roma, 1981
- Rosa, di Andrew Davies, con Carla Gravina, regia di Mario Monicelli, Teatro Eliseo, Roma 1982
- La governante, commedia di Vitaliano Brancati, con Carla Gravina e Turi Ferro, regia di Luigi Squarzina, 1984
- La bisbetica domata, di William Shakespeare, con Carla Gravina, Carlo Giuffré, regia di Giancarlo Sepe, 1984
- La gatta sul tetto che scotta, di Tennessee Williams, con Carla Gravina, Mario Carotenuto, regia di Giancarlo Sbragia, 1985
- Santa Giovanna dei Macelli, di Bertolt Brecht, con Carla Gravina, Eros Pagni, regia di Giancarlo Sepe, prima al Teatro Metastasio di Prato, 1987
- La marchesa di O..., di Heinrich von Kleist, riduzione di Renzo Rosso, con Carla Gravina, regia di Egisto Marcucci, Veneto Teatro, 1990

## Riconoscimenti
- Festival di Cannes
  - 1980 – Migliore attrice non protagonista per La terrazza

- Locarno Film Festival
  - 1958 – Vela d'argento alla migliore interpretazione femminile per Amore e chiacchiere

- Montreal World Film Festival
  - 1993 – Migliore attrice per Il lungo silenzio

### Altri premi
- Nel 2011, in occasione dei suoi settant'anni, la Cineteca del Friuli di Gemona le dedica la proiezione di due film che valsero all'attrice riconoscimenti importanti: Il lungo silenzio, di Margarethe von Trotta (1993), e Amore e chiacchiere, di Alessandro Blasetti (1957).